# Adrien Vanden Eede
Adrien Vanden Eede (2 maart 1943 - 27 december 2003) was een Belgisch sportbestuurder. 

## Biografie
Adrien Vanden Eede begon zijn loopbaan als leerkracht lichamelijke opvoeding. Vervolgens werd hij trainer van de nationale volleybalploeg. In 1972 begon hij zijn carrière bij het Belgisch Olympisch en Interfederaal Comité (BOIC) als technisch directeur. Van 1974 tot 1992 was hij er secretaris-generaal. In 1992 werd Vanden Eede verkozen als BOIC-voorzitter als opvolger van Jacques Rogge. In 1996 werd hij herkozen. Hij was tot 1998 voorzitter van het BOIC, maar vanuit de raad van bestuur van het BOIC was er evenwel druk op zijn persoon ontslag te nemen. Dat jaar trad hij op 12 januari om persoonlijke redenen terug en verliet hij het BOIC. François Narmon volgde hem op. Vanden Eede bleef evenwel actief in de sport- en marketingwereld en werd genoemd als een Belgisch pionier in de sportmarketing.
Hij was actief voor het Internationaal Olympisch Comité (IOC) als raadgever met betrekking tot sponsoring en werd in die positie beschouwd als een vertrouweling van IOC-voorzitter Juan Antonio Samaranch.